# Поволето
Поволето (итал. Povoletto) је насеље у Италији у округу Удине, региону Фурланија-Јулијска крајина.
Према процени из 2011. у насељу је живело 1969 становника. Насеље се налази на надморској висини од 129 м.

## Становништво
Према резултатима пописа становништва 2011. у општини је живело 5.572 становника.
| 1936. | 1951. | 1961. | 1971. | 1981. | 1991. | 2001. | 2011. |
| ----- | ----- | ----- | ----- | ----- | ----- | ----- | ----- |
| 4.364 | 4.834 | 4.572 | 4.153 | 4.878 | 5.241 | 5.276 | 5.572 |